# I aquí us deixo
I aquí us deixo (títol original en anglès: This Is Where I Leave You) és una pel·lícula de comèdia dramàtica de 2014 dirigida per Shawn Levy. Està basada en la novel·la homònima de Jonathan Tropper, que també signa el guió de la pel·lícula. L'obra es va doblar al català.

## Argument
Els germans Altman es veuen obligats a reunir-se després de la mort del seu pare. Complint l'última voluntat d'aquest, hauran de viure una setmana sota el mateix sostre, i no serà tasca fàcil. Especialment quan hagin de compartir la casa amb la seva mare, les seves dones i fins a les seves exparelles.

## Repartiment
- Jason Bateman com a Judd Altman.
- Tina Fey com a Wendy Altman.
- Adam Driver com a Phillip Altman.
- Corey Stoll com a Paul Altman.
- Jane Fonda com a Hillary Altman.
- Rose Byrne com a Penny Moore.
- Ben Schwartz com el rabí Charles Grodner "Boner".
- Connie Britton com a Tracy Sullivan.
- Timothy Olyphant com a Horry Callen.
- Abigail Spencer com a Quinn Altman.
- Aaron Lazar com a Barry Weissman.
- Dax Shepard com a Wade Beaufort.
- Debra Monk com a Linda Callen.
- Kathryn Hahn com a Annie Altman.
- Cade Lappin com a Cole Altman.
- Will Swenson com el pare dels Altman (en els flashbacks).

## Crítica
En general, l'obra ha rebut opinions dividides dels crítics. Al lloc web d'agregació de crítiques Rotten Tomatoes té una valoració del 42% basada en 111 crítiques, amb una nota mitjana de 5,6 sobre 10. El consens de la pàgina diu que la cinta «té els seus moments, però donada la quantitat de talent reunida en pantalla, el més aviat corrent resultat no pot evitar deixar una sensació decebedora». A Metacritic té una puntuació de 44 sobre 100 basada en 38 crítiques, indicant «crítiques mixtes o mitjanes».